# Svenska Kommunförbundet
Svenska Kommunförbundet var en intresseorganisation och arbetsgivarrepresentant för Sveriges kommuner som leddes politiskt av en på kongress vald person med en partitillhörighet som speglade det politiska styrkeförhållandet i Sveriges riksdag. Den operationella ledningen svarade en utsedd förbundsdirektör för.
Organisationen bildades 1968 genom en sammanslagning av Svenska stadsförbundet, bildat 1908, och Svenska landskommunernas förbund, bildat 1919.
Förbundet samverkade sedan 1 januari 2005 med Landstingsförbundet under namnet Sveriges Kommuner och Landsting. Den 27 mars 2007, vid valkongressen, blev Sveriges Kommuner och Landsting ett nytt förbund fullt ut, och den nya ordföranden Anders Knape (m) och en styrelse valdes. Samtidigt upphörde då Svenska Kommunförbundet och Landstingsförbundet som organisationer. Håkan Sörman från Landstingsförbundet blev den nya organisationens förste förbundsdirektör.

## Ordförande
Ordförande valda vid förbundets kongresser:
| Period                    | Namn               | Politisk tillhörighet    |
| ------------------------- | ------------------ | ------------------------ |
| 13 juni 1969–22 juni 1971 | Hjalmar Mehr       | Socialdemokraterna       |
| 23 juni 1971–12 juni 1974 | Inge Hörlén        | Socialdemokraterna       |
| 13 juni 1974–8 juni 1977  | Inge Hörlén        | Socialdemokraterna       |
| 9 juni 1977–11 juni 1980  | Karl Boo           | Centerpartiet            |
| 12 juni 1980–1 juni 1983  | Inge Hörlén        | Socialdemokraterna       |
| 2 juni 1983–10 juni 1986  | John Olof Persson  | Socialdemokraterna       |
| 11 juni 1986–13 juni 1989 | Lars Eric Ericsson | Socialdemokraterna       |
| 14 juni 1989–9 juni 1992  | Lars Eric Ericsson | Socialdemokraterna       |
| 10 juni 1992–8 juni 1995  | Joakim Ollén       | Moderata samlingspartiet |
| 9 juni 1995–21 april 1999 | Margot Wikström    | Socialdemokraterna       |
| 22 april 1999–7 maj 2003  | Ilmar Reepalu      | Socialdemokraterna       |
| 8 maj 2003–27 mars 2007   | Ilmar Reepalu      | Socialdemokraterna       |